# لیکوپن
لیکوپن (به انگلیسی: Lycopene) یک ترکیب شیمیایی با شناسه پاب‌کم ۴۴۶۹۲۵ است. که جرم مولی آن 536.873 g/mol می‌باشد و به عنوان تتراترپن و کاروتن طبقه‌بندی می‌شود. شکل ظاهری این ترکیب، قرمز جامد است. لیکوپن یک مادهٔ مغذی ضروری برای انسان نیست اما معمولاً در رژیم غذایی و به طور عمده در غذاهای تهیه شده با گوجه فرنگی یافت می‌شود.

## رژیم غذایی
جذب لیکوپن مستلزم ترکیب آن با چربی و اسیدهای صفراوی به منظور تبدیل‌شدن به میسل است. جذب روده‌ای لیکوپن با وجود چربی و پختن افزایش می‌یابد. لیکوپن‌های موجود در مکمل‌های غذایی طبیعی (محلول در روغن) ممکن است موثرتر از لیکوپن‌های موجود در غذا جذب شوند.